# Элеазар бен-Азария
Элеазар бен-Азария — еврейский законоучитель второго поколения таннаев. В 18-летнем возрасте был избран председателем учёной корпорации в Ямнии (Явненская академия), заменившей иерусалимский синедрион.

## Биография
Когда члены синедриона (Явненская академия) лишили раббана Гамлиэля II сана председателя (патриаршего сана), они избрали 18-летнего Элеазара на его место, — не столько в силу его выдающихся способностей, сколько баснословного богатства, знатного происхождения, расположения к нему римских властей и мягкого, уступчивогом характера. Он был потомком Эзры, и потому его посчитали достойным занять пост.
Элеазар говорил, что противоположные мнения по какому-либо вопросу равноценны; имея своим источником Божественный разум, они должны быть усваиваемы и изучаемы в академиях и школах. Вследствие этого в его патриаршество были приведены в известность и стали изучаться многие такие законоположения по религиозным, ритуальным и юридическим вопросам, которые ранее были преданы забвению. Таким образом, по преданию, создалось ядро мишнаитского трактата «Эдуиот».
Его патриаршество было непродолжительно: вскоре Гамлиэль был восстановлен в сане. Элеазар продолжал сохранять свое звание, чередуясь лишь в выполнении функций со своим предшественником. Так, субботнее чтение лекции перед академией, составлявшее прерогативу патриарха, распределялось таким образом, что две субботы читал Гамлиил, а третью — Элеазар. Элеазар ничем не выделялся в качестве руководителя академии и еврейства.

### Поездка в Рим
В Талмуде многократно упоминается путешествие четырёх вождей еврейства того времени (Гамлиэля II, Элеазара, Иохошуи и Акивы) в Рим, которое ЕЭБЕ относит к 96 году, то есть году вступления Нервы на римский престол.

## Учение

### Галаха
Несмотря на эрудицию и одаренность, Элеазар в качестве галахиста уступает тогдашним корифеям в области Закона. Из сентенций Элеазара ЕЭБЕ упоминает:
- он считал, что даже один смертный приговор в 70 лет достаточен, чтобы называть вынесшее его судилище жестоким (1Мак. 1:10);
- брачный дар жениха, внесённый в кетубу сверх законных 100—200 динариев, получает свою силу лишь после венчания, а не обручения, потому что таково именно было намерение жениха при составлении кетубы, хотя оно и не выражено в этом акте[5].[1]

### Аггада
Неизмеримо выше значение Элеазара как агадиста; в толковании библейских текстов и в провозглашении правил житейской мудрости и возвышенной этики он был выше своих современников. Его метод в экзегезе состоит в простом, безыскусственном разъяснении библейского текста; он не прибегает к приёмам современников, придававших каждому слову, частице, окончанию, приставке, форме слова особенный смысл.
Элеазар делает выводы из соседства и последовательного расположения в Библии разнородных правил (סמוכין). Применение этого приёма впервые можно констатировать лишь у Элеазара.
Из его агадических изречений ЕЭБЕ упоминает:
- «В день прощения Господь прощает, по его словам, лишь прегрешения людей относительно Бога, взаимные же обиды людские могут быть прощены, лишь если простят обиженные».
- «Добывание средств к жизни столь же трудно, как рассечение вод Чермного моря»[7].
- Успехи в науке невозможны без материальной обеспеченности. Материальная обеспеченность без умственных интересов не имеет цены; лишь соединение обоих факторов даёт гармоническое счастье. Человек высоко интеллигентный по образованию, но недостаточно благородный в поступках, может быть сравним с деревом, у которого ветвей много, а корней мало (ему грозит падение). Наоборот, благородство в поступках даже при малой образованности составляет прочную основу для дальнейшего совершенствования[8].[1]